# Miguel Torga
Miguel Torga (n. 12 august 1907, São Martinho de Anta⁠(d), Districtul Vila Real, Portugalia – d. 17 ianuarie 1995, Coimbra, Portugalia) cu pseudonimul Adolfo Correia Rocha, a fost un scriitor portughez. 

## Viața și opera
Este considerat cel mai mare povestitor din literatura portugheză. Proza sa, ca și cea a lui Régio, este o continuare a poeziei sale, sau invers. Una din principalele sale opere, Diário (Jurnal), apărută în câteva volume, conține note în versuri și proză. Dar poate că proza este adevărata sa vocație.

## Opere
Poezie
- Ansiedade (1928)
- Rampa (1930)
- O Outro Livro de Job (1936)
- Lamentação (1943)
- Nihil Sibi (1948)
- Cântico do Homem (1950)
- Alguns Poemas Ibéricos (1952)
- Penas do Purgatório (1954)
- Orfeu Rebelde (1958)

Ficțiune
- Pão Ázimo (1931)
- Criação do Mundo. Os Dois Primeiros Dias (1937)
- O Terceiro Dia da Criação do Mundo (1938)
- O Quarto Dia da Criação do Mundo (1939)
- O Quinto Dia da Criação do Mundo (1974)
- O Sexto Dia da Criação do Mundo (1981)
- Bichos (1940)
- Contos da Montanha (1941)
- O Senhor Ventura (1943)
- Novos Contos da Montanha (1944)
- Vindima (1945)
- Fogo Preso (1976)

Teatru
- Terra Firme e Mar (1941)
- O Paraíso (1949)
- Sinfonia (1947)

## Premii
- Prémio Diário de Notícias (1969)
- Prémio Internacional de Poesia (1977)
- Montaigne Prize (1981)
- Prémio Camões (1989)
- Prémio Vida Literária da Associação Portuguesa de Escritores (1992)
- Prémio da Crítica, pentru întreaga sa operă (1993)